# Lưu huỳnh hexafluoride
 Lưu huỳnh hexafluoride (công thức hóa học: SF6) là một hợp chất vô cơ, không màu, không mùi, không cháy, là một loại khí nhà kính vô cùng và là chất cách điện tốt. SF6 có dạng hình bát diện, bao gồm sáu nguyên tử fluor được gắn với nguyên tử lưu huỳnh trung tâm. 
Nó là một chất khí điển hình cho một loại khí không phân cực, nó không tan trong nước nhưng tan trong các dung môi hữu cơ không phân cực. Nó thường được vận chuyển như một khí nén hoá lỏng. Nó có mật độ 6,12 g/L ở điều kiện thường, cao hơn đáng kể so với mật độ không khí (1,225 g/L). Loại khí này vẫn có thể gây tác hại cho con người khi hít phải lượng quá nhiều. Lưu huỳnh hexafluoride là một phân tử siêu hóa trị (hypervalent), với lớp vỏ hóa trị của nguyên tử S chứa đến 12 electron.

## Tổng hợp và phản ứng
Trên Trái Đất, lưu huỳnh hexafluoride phần lớn là khí công nghiệp tổng hợp. Tuy nhiên SF6 cũng được biết là có thể xuất hiện một cách tự nhiên.
SF6 có thể được điều chế từ các nguyên tố thông qua phản ứng của S8 và F2. Đây cũng là phương pháp được sử dụng bởi các nhà phát minh Henri Moissan và Paul Lebeau năm 1901. Một số lưu huỳnh fluoride khác được tạo ra đồng thời, nhưng những chất này được loại bỏ bằng cách nung nóng hỗn hợp để phân hủy S2F10 (có tính độc hại cao) và sau đó làm sạch sản phẩm bằng NaOH để tạo thành SF6. 
Ngoài ra, sử dụng brom, lưu huỳnh hexafluoride có thể được tổng hợp từ SF4 và CoF3 ở nhiệt độ thấp hơn (100 ℃), như sau:
2CoF3 + SF4 (xúc tác Br2)→ SF6 + 2CoF2
Hầu như không có phản ứng hóa học cho SF6. Đặc điểm chính của SF6 là sự cản trở steric của nguyên tử lưu huỳnh, trong khi các hexafluoride nhóm 16 của nó nặng hơn, SeF6 có phản ứng mạnh hơn SF6 do những trở ngại ít hơn steric. Nó không phản ứng với natri nóng chảy dưới điểm sôi của nó, nhưng lại phản ứng tỏa nhiệt với lithi.

## Ứng dụng
Cho đến năm 2000, ngành công nghiệp điện lực ước tính sử dụng khoảng 80% trên tổng lượng lưu huỳnh hexafluoride được sản xuất, hầu hết là ở vai trò một khí điện môi. Một số ứng dụng khác tính đến 2015 bao gồm: dùng làm chất để khắc silic trong sản xuất chất bán dẫn, và dùng làm khí trơ cho việc đúc kim loại magnesi.

### Môi trường điện môi
SF6 được sử dụng trong ngành điện với vai trò là một môi trường điện môi dạng khí dùng cho các bộ ngắt mạch lưu huỳnh hexafluoride cao áp, thiết bị chuyển mạch, những thiết bị điện khác, và thường sẽ thay thế những bộ ngắt mạch dùng dầu chứa các hợp chất PCB (polychlorinated biphenyls) có hại.
Khí SF6, dưới tác dụng của áp suất, được sử dụng làm chất cách điện trong thiết bị chuyển mạch GIS (gas insulated switchgear) vì nó có độ bền điện môi cao hơn rất nhiều so với không khí, hay là nitơ khô. Độ bền điện môi cao - chính là kết quả của độ âm điện và khối lượng riêng lớn của lưu huỳnh hexafluoride. Nhờ tính chất này, việc giảm thiểu kích cỡ các thiết bị điện đã trở nên khả thi. Từ đó làm cho GIS phù hợp với nhiều mục đích nhất định, chẳng hạn như bố trí trong nhà, trái với những thiết bị điện được cách nhiệt bởi không khí (air-insulated electrical gear) mà chúng chiếm diện tích nhiều hơn một cách đáng kể.
GIS còn có khả năng chống chịu tốt hơn trước những tác động xấu của ô nhiễm và khí hậu, cũng như đáng tin cậy hơn trong việc hoạt động dài hạn do môi trường hoạt động có sự điều chỉnh của nó. Sự tiếp xúc với hồ quang điện sẽ dẫn đến việc lưu huỳnh hexafluoride bị phân hủy, tuy nhiên hầu hết sản phẩm phân hủy sẽ tái tạo lại phân tử một cách nhanh chóng - quá trình này gọi là “tự phục hồi” (self-healing). Hồ quang điện hay vầng quang điện có thể tạo ra disulfur decafluoride, một loại khí rất độc, độc tính có thể sánh ngang với phosgene. Disulfur decafluoride từng được xem như là một vũ khí hóa học tiềm năng trong Đệ nhị Thế chiến, bởi vì nó không gây ra các triệu chứng như chảy nước mắt hay kích ứng da, do vậy khi chẳng may tiếp xúc với disulfur decafluoride thì cũng chỉ có rất ít dấu hiệu để cảnh báo.
Lưu huỳnh hexafluoride cũng hay gặp dưới dạng một chất điện môi cao áp trong nguồn cung điện áp cao của các máy gia tốc hạt, điển hình như máy phát Van de Graaff, máy gia tốc pelletron và kính hiển vi điện tử truyền qua điện cao thế.
Các lựa chọn thay thế cho lưu huỳnh hexafluoride (ở vai trò là một khí điện môi) bao gồm hàng loạt các fluoroketon.